# Kavarna Cove
Die Kavarna Cove (englisch; bulgarisch залив Каварна saliw Kawarna) ist eine 2 km breite und 1,2 km lange Bucht an der Südküste der Livingston-Insel im Archipel der Südlichen Shetlandinseln. Sie liegt zwischen dem Elephant Point und dem Bond Point.
Die bulgarische Kommission für Antarktische Geographische Namen benannte sie 2005 nach der Ortschaft Kawarna im Nordosten Bulgariens.